# Daleko od niej
Daleko od niej (ang. Away from Her) – film z 2006 roku w reżyserii Sarah Polley na podstawie krótkiej powieści The Bear Came Over the Mountain Alice Munro. W Polsce emitowany za pośrednictwem kanału Ale Kino+.

## Obsada
- Gordon Pinsent – Grant
- Julie Christie – Fiona
- Kristen Thomson – Kristy
- Wendy Crewson – Madaleine
- Michael Murphy – Aubrey
- Alberta Watson – Dr Fischer
- Olympia Dukakis – Marian
- Grace Lynn Kung – Betty

## Nagrody i wyróżnienia
Oscary za rok 2007
- Najlepszy scenariusz adaptowany - Sarah Polley (nominacja)
- Najlepsza aktorka pierwszoplanowa - Julie Christie (nominacja)

Złote Globy 2007
- Najlepsza aktorka dramatyczna - Julie Christie

Nagrody BAFTA 2007
- Najlepsza aktorka pierwszoplanowa - Julie Christie (nominacja)

Nagroda Satelita 2007
- Najlepszy dramat (nominacja)
- Najlepsza reżyseria - Sarah Polley (nominacja)
- Najlepszy scenariusz adaptowany - Sarah Polley (nominacja)
- Najlepsza aktorka dramatyczna - Julie Christie (nominacja)

Nagrody Genie 2008
- Najlepszy film - Daniel Iron, Simone Urdl, Jennifer Weiss
- Najlepsza reżyseria - Sarah Polley
- Najlepszy scenariusz adaptowany - Sarah Polley
- Najlepszy aktor pierwszoplanowy - Gordon Pinsent
- Najlepsza aktorka pierwszoplanowa - Julie Christie
- Najlepsza aktorka drugoplanowa - Kristen Thomson
- Najlepszy montaż - David Wharnsby (nominacja)